# Zhangmu
La cittadina di Zhangmu (in tibetano འགྲམ།, Dram; in cinese 樟木, Zhāngmù; in nepali खासा Khasa),è una città cinese di frontiera, situata nella Nyalam County sul confine  tra Nepal e Tibet. Posta sulle rive del fiume Sun Kosi, fronteggia la città Nepalese di Kodari, con cui è collegata grazie al Ponte dell'Amicizia.
Posta a 2300 metri sul livello del mare, Zhangmu ha un clima subtropicale mite e umido, che è piuttosto raro per il Tibet.
I camion cinesi che viaggiano sulla Friendship Highway arrivati a Zhangmu, vi scaricano merci e li trasferiscono sui camion nepalesi.

## Galleria d'immagini

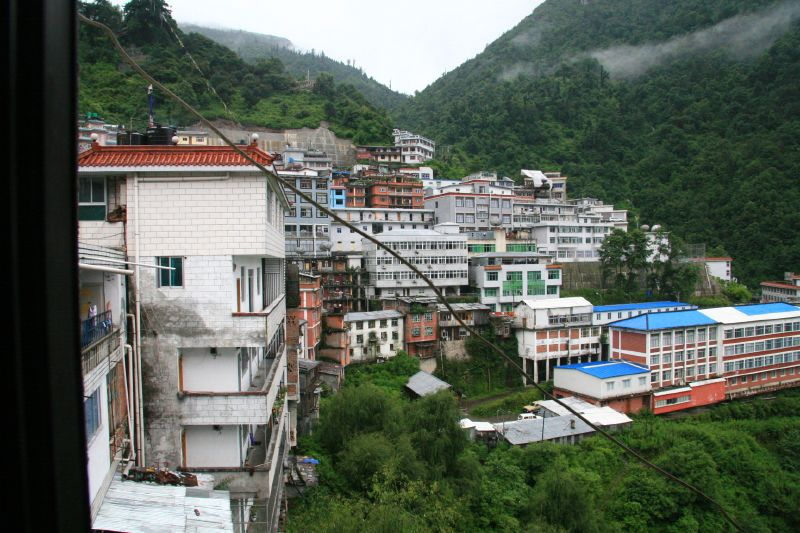
Zhangmu
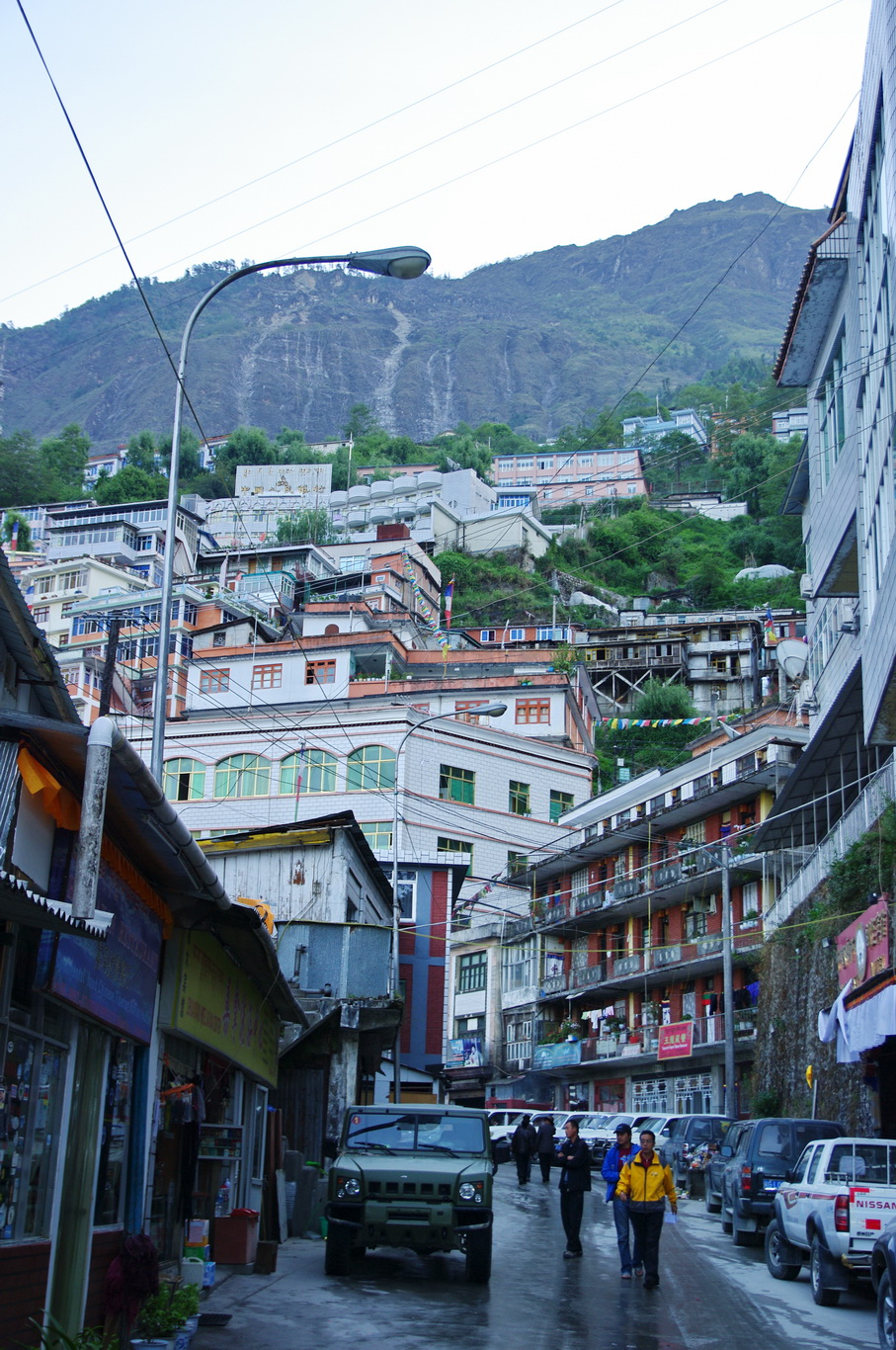
La strada principale di Zhangmu, che fa parte  della China National Highway 318.
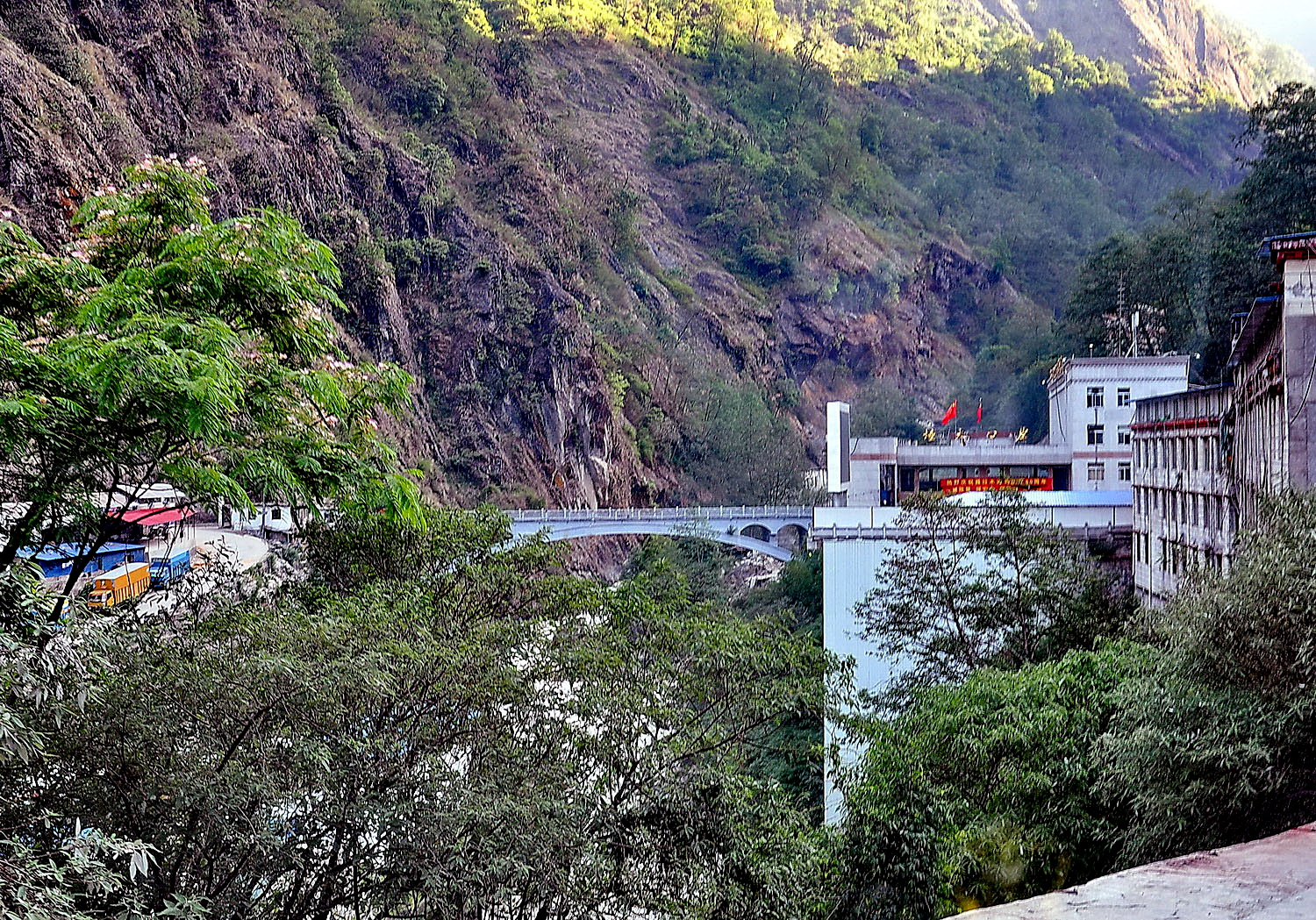
Il Ponte dell'Amicizia che unisce Zhangmu a kodari in Nepal. A destra è lo Zhangmu Port Control Point.
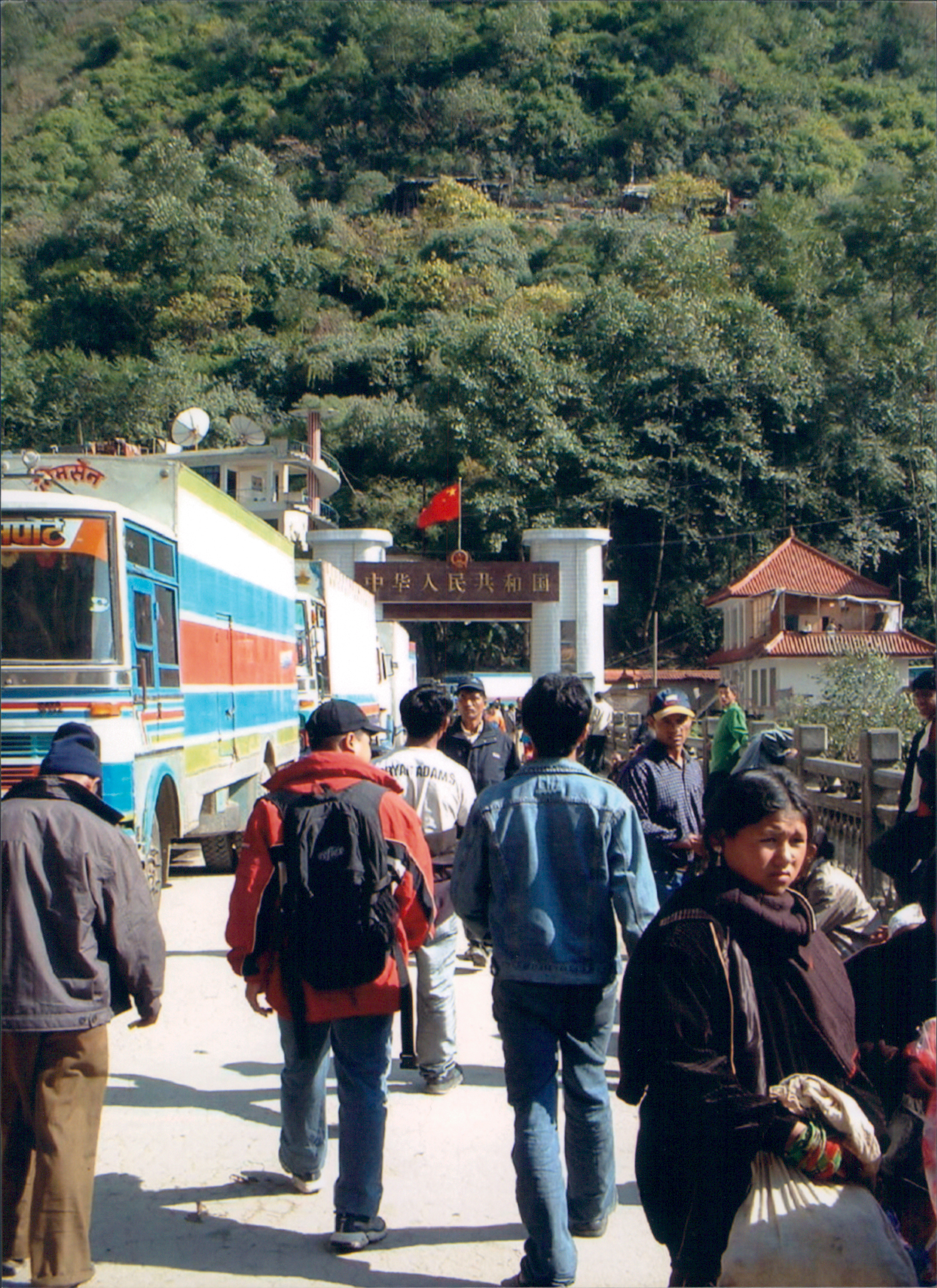
Punto d'ingresso in Cina a Zhangmu dopo il Ponte dell'Amicizia